# Paola Turbay
Paola Turbay Gómez (Houston, 29 novembre 1970) è un'attrice, modella e presentatrice televisiva colombiana-statunitense, di origini libanesi.

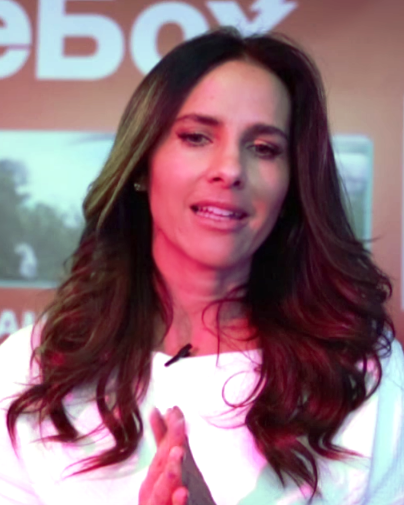
Paola Turbay nel 2016

Vincitrice nel 1991 del titolo di Miss Colombia e seconda classificata al concorso di Miss Universo 1992.

## Biografia
Nata a Houston, Texas, all'età di dieci anni si trasferisce con la famiglia a Bogotà, Colombia. Ha un fratello maggiore, di nome Juan Gabriel, che lavora come compositore e cantante. Nel 1991, rappresentando Bogotá, partecipa al concorso di bellezza Miss Colombia, vincendo la competizione. L'anno seguente gareggia per il titolo di Miss Universo, classificandosi seconda. Dopo queste esperienze, termina gli studi di psicologia presso l'Universidad de los Andes ed inizia la sua carriera nel mondo dello spettacolo, come modella, attrice e presentatrice televisiva.
Inizia presentando alcuni programmi di intrattenimento per Noticias QAP e il telegiornale su Noticiero C, successivamente debutta come attrice partecipando ad alcune serie televisive per la TV colombiana, come Leche, Ecomoda (sequel di Betty la fea) e Las noches de Luciana.
Dopo aver studiato recitazione a Hollywood, Florida, nel 2002 è la protagonista della commedia colombiana Noticias calientes, in seguito ottiene piccoli ruoli nei film Perdere è una questione di metodo e L'amore ai tempi del colera. Nel 2006 è la presentatrice di Bailando por un sueño, versione colombiana di Ballando con le stelle.
Nel 2007 interpreta il ruolo di Isabel Vega nella serie televisiva I signori del rum, che viene cancellata dopo la prima stagione. Appare come ospite in un episodio di The Cleaner, Californication e The Mentalist, inoltre ha ruoli ricorrenti nelle serie TV The Closer, La vita segreta di una teenager americana, Royal Pains e nella quarta stagione di True Blood.
Nel gennaio del 2012 partecipa come giurata al talent show Colombia tiene Talento, versione colombiana del format Britain's Got Talent.
Nel 2017 nella seconda stagione di Bosch interpreta la DDA Anita Benitez

### Vita privata
Dal 24 dicembre 1994 è sposata con Alejandro Estrada, la coppia ha due figli: Sofia (1996) e Emilio (2000).

## Filmografia

### Cinema
- Perdere è una questione di metodo (Perder es cuestión de método), regia di Sergio Cabrera (2004)
- Lenny the Wonder Dog, regia di Oren Goldman e Stav Ozdoba (2005)
- L'amore ai tempi del colera (Love in the Time of Cholera), regia di Mike Newell (2007)
- Mamá tómate la sopa, regia di Mario Ribero Ferreira (2011)
- Los Oriyinales, regia di Harold Trompetero (2017)

### Televisione
- O todos en la cama – serie TV, 3 episodi (1994)
- Leche – serie TV, episodio 1x01 (1995)
- Ecomoda – serie TV (2001)
- Noticias calientes – serie TV, 130 episodi (2002)
- Las noches de Luciana – serie TV, 139 episodi (2004)
- I signori del rum (Cane) – serie TV, 13 episodi (2007)
- La vita segreta di una teenager americana (The Secret Life of the American Teenager) – serie TV, 31 episodi (2008-2012)
- Novel Adventures – serie TV, 8 episodi (2008)
- Californication – serie TV, episodio 2x08 (2008)
- The Closer – serie TV, 3 episodi (2009-2010)
- Meteor - Distruzione finale (Meteor) – serie TV, episodio 1x01 (2013)
- The Cleaner – serie TV, episodio 2x11 (2009)
- The Mentalist – serie TV, episodio 3x11 (2011)
- True Blood – serie TV, 8 episodi (2011)
- Mentiras Perfectas – serie TV, episodio 1x01 (2013)
- Killer Women – serie TV, episodio 1x04 (2014)
- Royal Pains - serie TV, 15 episodi (2010-2016)
- The Blacklist – serie TV, episodio 4x16 (2017)
- Bosch – serie TV, 9 episodi (2017)
- Ana de nadie (2023)

## Doppiatrici italiane
Nelle versioni in italiano delle opere in cui ha recitato, Paola Turbay è stata doppiata da:
- Giuppy Izzo in The Closer
- Alessandra Cassioli in True Blood
- Laura Latini in The Mentalist
- Marina Guadagno in Bosch
- Sabrina Duranti in I signori del rum
- Stella Musy in Royal Pains
- Rachele Paolelli in Delirio